# Christian Tauson
Hans Christian Tauson (ur. 21 lutego 1885 w Gentofte, zm. 24 listopada 1974 w Helsingørze) – duński strzelec, olimpijczyk.
Wziął udział w Letnich Igrzyskach Olimpijskich 1912. Wystąpił w karabinie dowolnym w trzech postawach z 300 m, w którym zajął 16. miejsce.

## Wyniki

### Igrzyska olimpijskie
| Igrzyska       | Konkurencja                          | Wynik                  | Miejsce | Źródło |
| -------------- | ------------------------------------ | ---------------------- | ------- | ------ |
| Sztokholm 1912 | Karabin dowolny, trzy postawy, 300 m | 921 pkt. (334–324–263) | 16      | [ 1 ]  |